# اوسنیل ملگارخو
اوسنیل لازارو ملگارخو هرناندز (born ۱۸ دسامبر ۱۹۹۷) بازیکن والیبال اهل کوبا، عضو تیم ملی کوبا و باشگاه شومون است.